# 양각도국제호텔
양각도국제호텔(羊角島國際飯店, 문화어: 양각도국제호텔, 영어: Yanggakdo International Hotel)은 조선민주주의인민공화국 평양시 중구역 류성동에 있는 양각도에 위치하고 있는 외국인 대상 관광 숙박시설이다. 평양시의 중심지에서는 남동쪽으로 4km에 위치해 있다. 조선민주주의인민공화국에서 가장 크고 호화스러운 호텔로 알려져 있다. 문화어 명칭도 '양각도국제호텔'이다.
지상 170m, 47층짜리 초고층 건물인데 최상층에 대해서는 48층설이 존재하지만, 이는 지상 47층, 지하 1층 건물이라 층수를 합쳐서 부른 것이라는 견해가 있다.

## 역사
1985년 3월 23일에 프랑스 회사와 공동으로 지었고, 류경호텔의 공사가 끝나기 전인 1990년 5월 20일에 탑골조공사가 완공되었으며, 1992년에 류경호텔(101층, 330m) 공사가 중단된 후 양각도국제호텔이 1995년에 개관했다. 2019년 4월 6일에는 7일 평양 마라톤 대회를 앞두고 재개장하였다.

## 엘리베이터
투숙객용 엘리베이터에는 1층부터 4층까지 버튼은 있지만 5층이라는 버튼이 없고 6층부터 43층까지 버튼이 있다. 8대 중 2대는 46층과 47층도 운행한다. 그리고 공중전화가 있으며 전화를 할 수 있다.

## 시설

### 주요 시설

#### 회전 전망식 레스토랑
47층에 위치하고 있는 회전 전망식 레스토랑에는 스카이라운지가 제공된다.

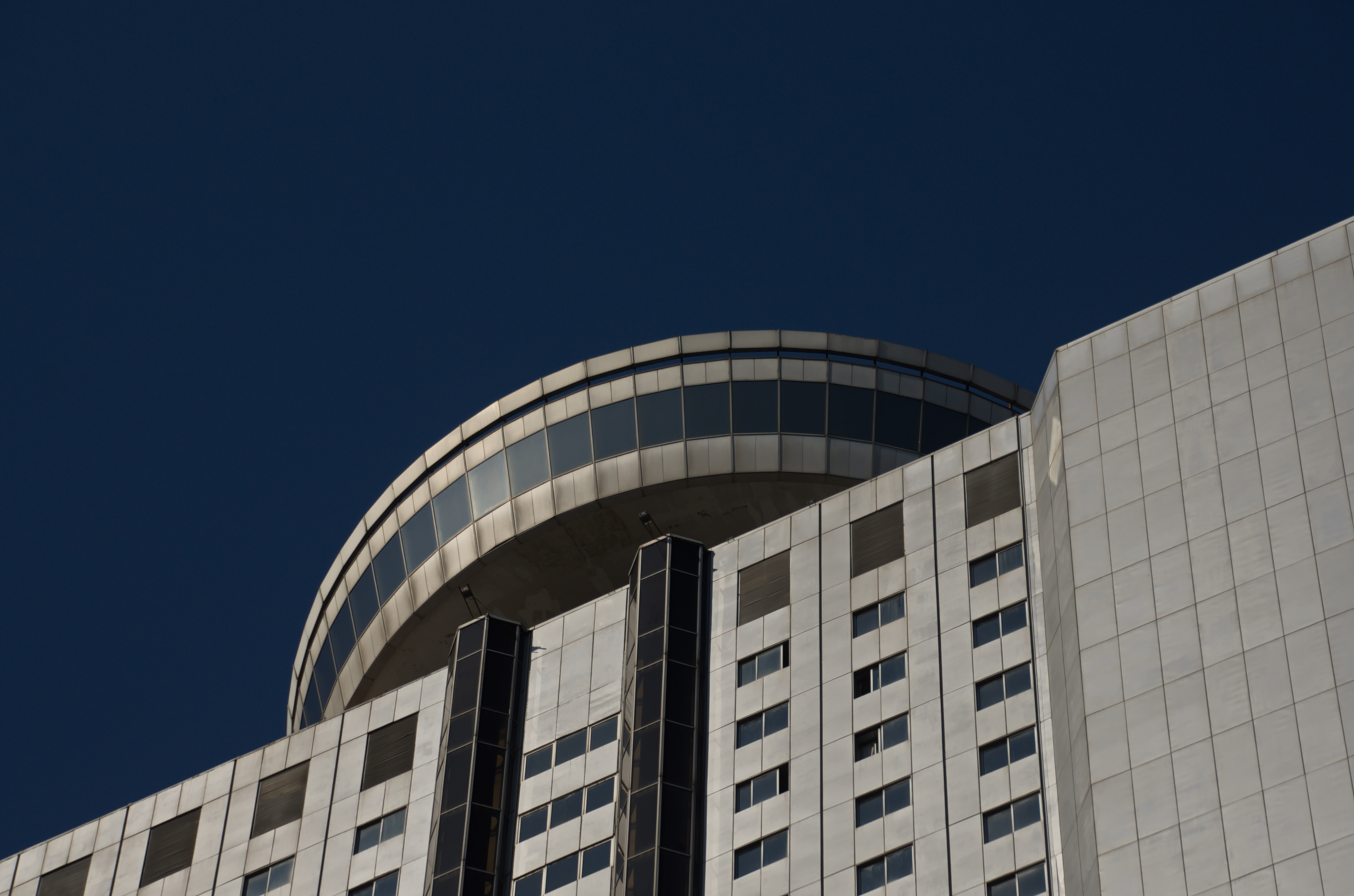
2015년 10월 5일

#### 객실
1,001개의 객실과 침대 1,963개가 있으며 꼭대기는 층 전체가 회전하는 식당으로 평양 시내를 조망할 수 있다. 객실 서비스에서 시청이 가능한 방송이 있다. 중국중앙텔레비전 · 봉황 TV · BBC · CNN · NHK 등을 시청할 수 있다.
식사의 객실은 하나, 둘, 메인 연회장과 일본, 중국과 한국음식 식당 객실은 회전하는 레스토랑뿐만 아니라, 손님에게 발행한 호텔 가이드는 호텔 2층에 네 더 레스토랑이 포함되어 있음을 나타낸다.
오프 호텔 투숙객 한계이다.
지하는 볼링장을 포함, 풀룸, 수영장, 당구장, 이발소, 노래방, 미용실 및 마사지 클럽 독점적으로 여성 직원들과 중국 기업에 의해 실행된다.

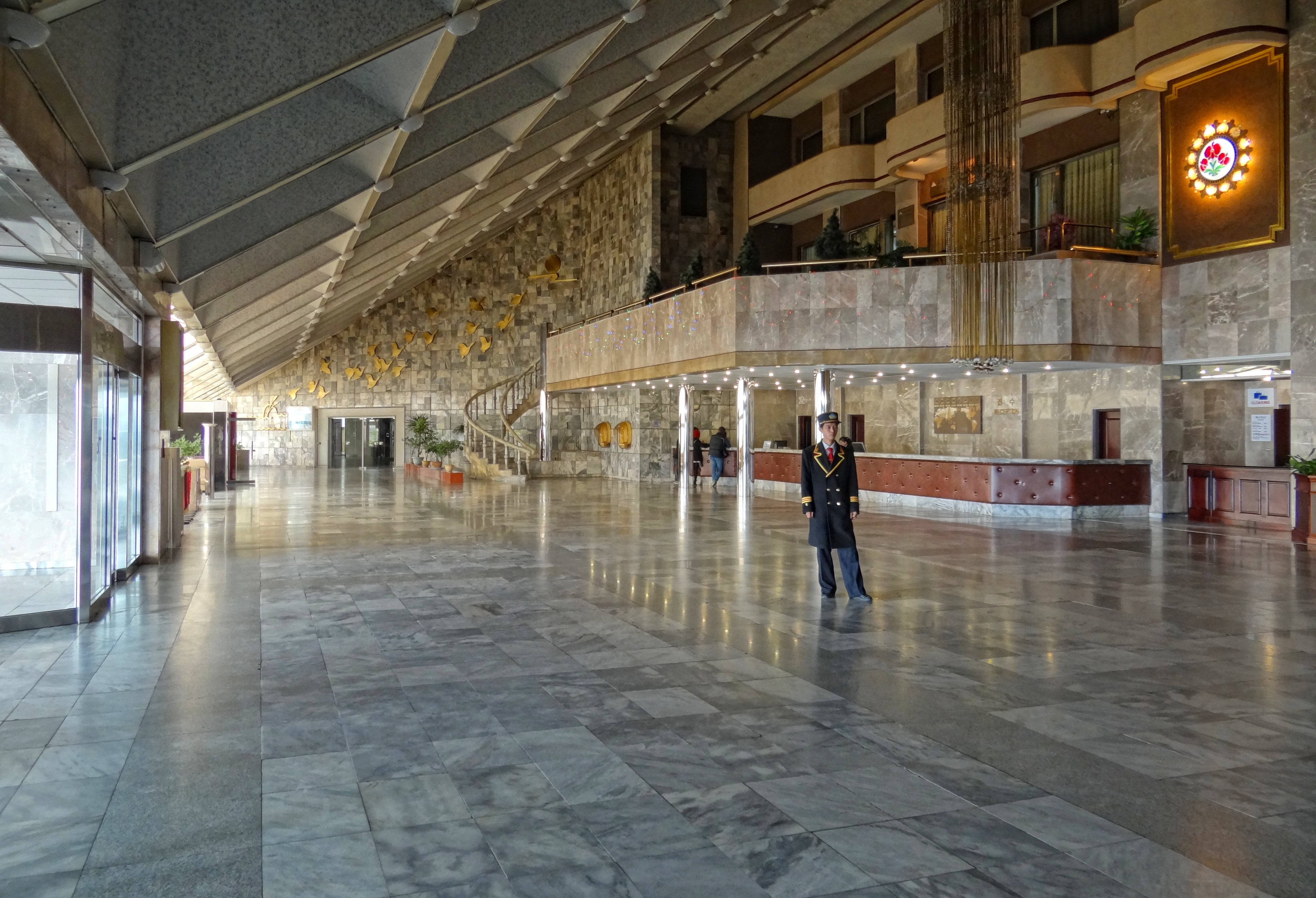
호텔 로비, 2014년 3월
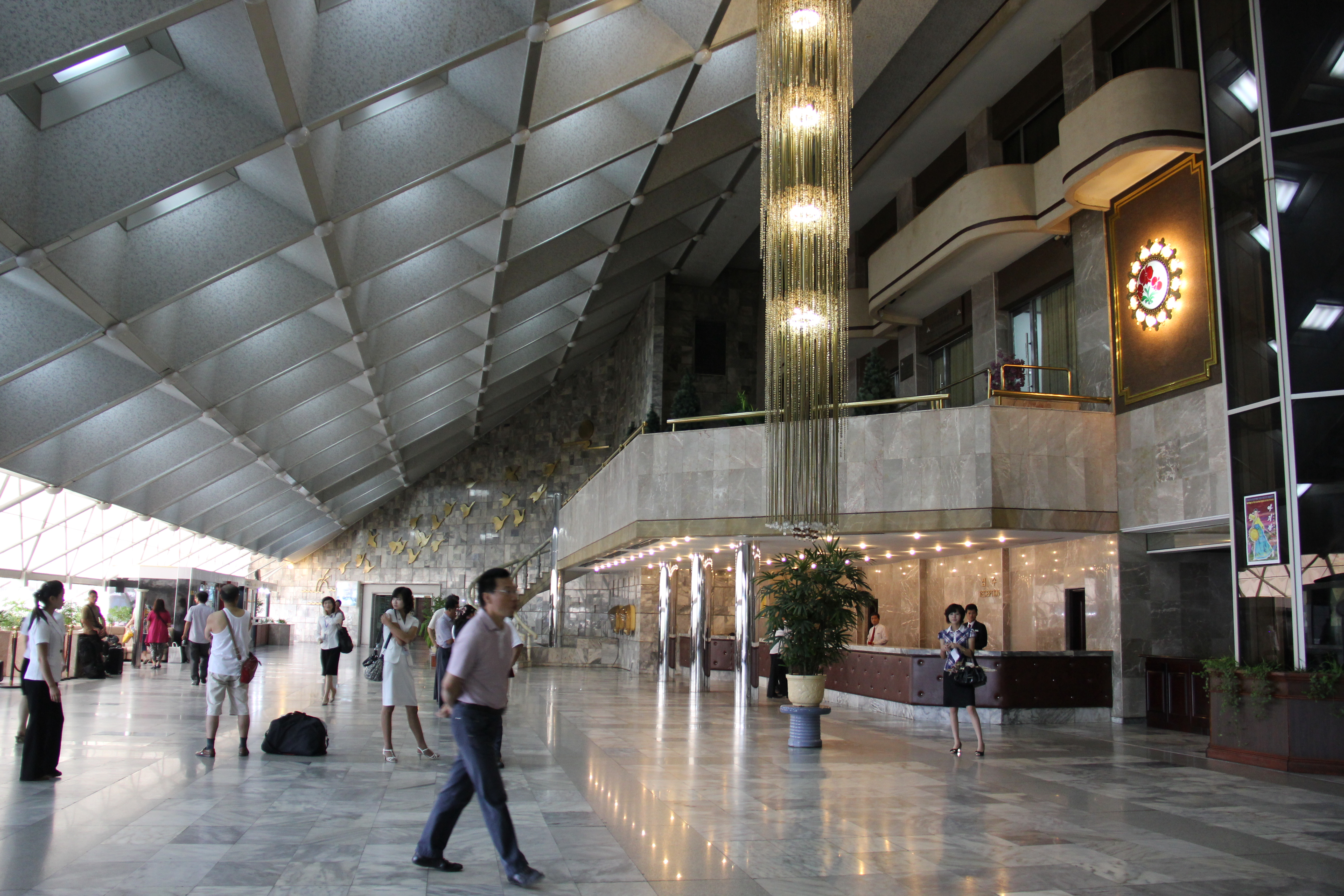
로비
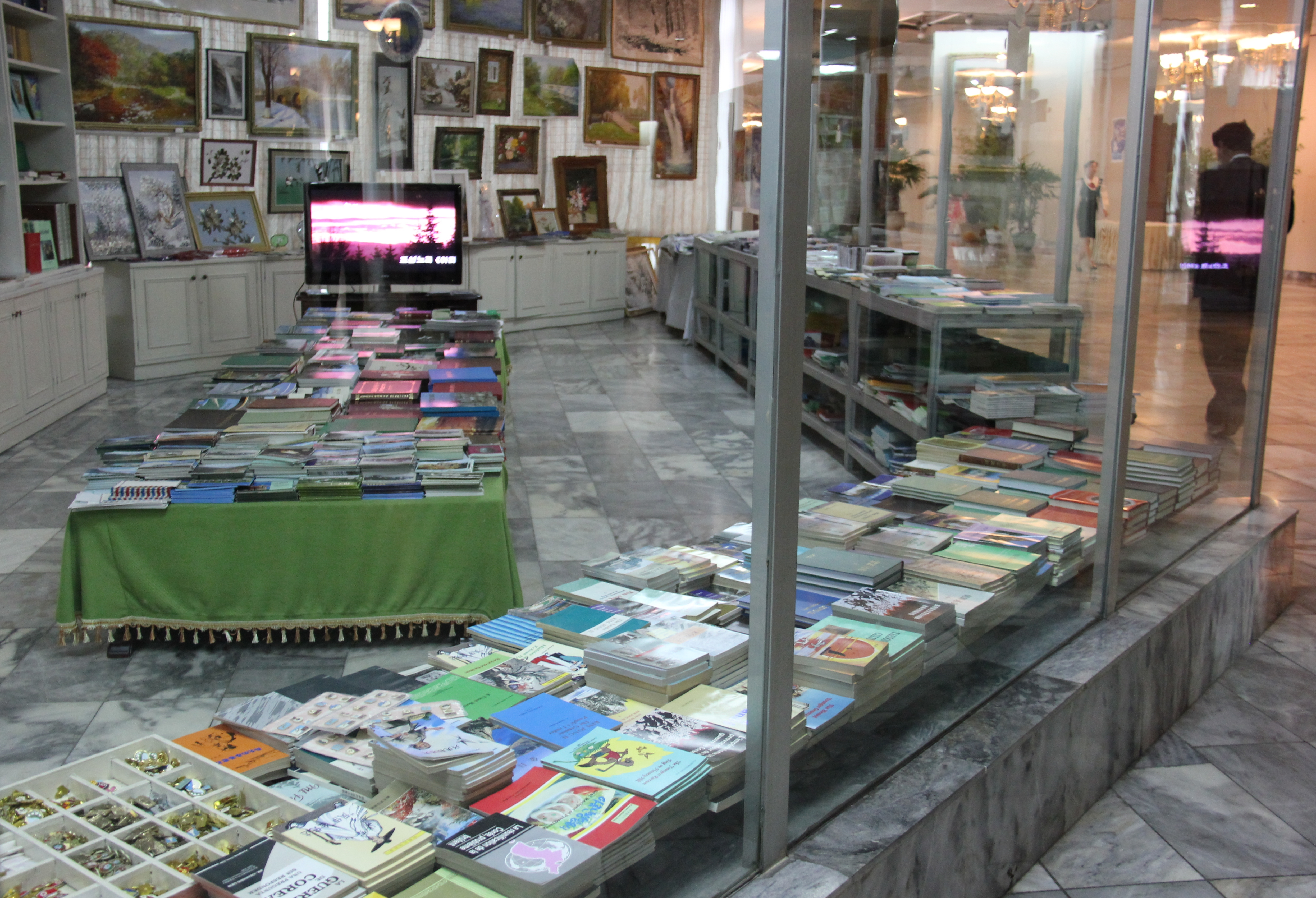
미술품 · 서적 판매
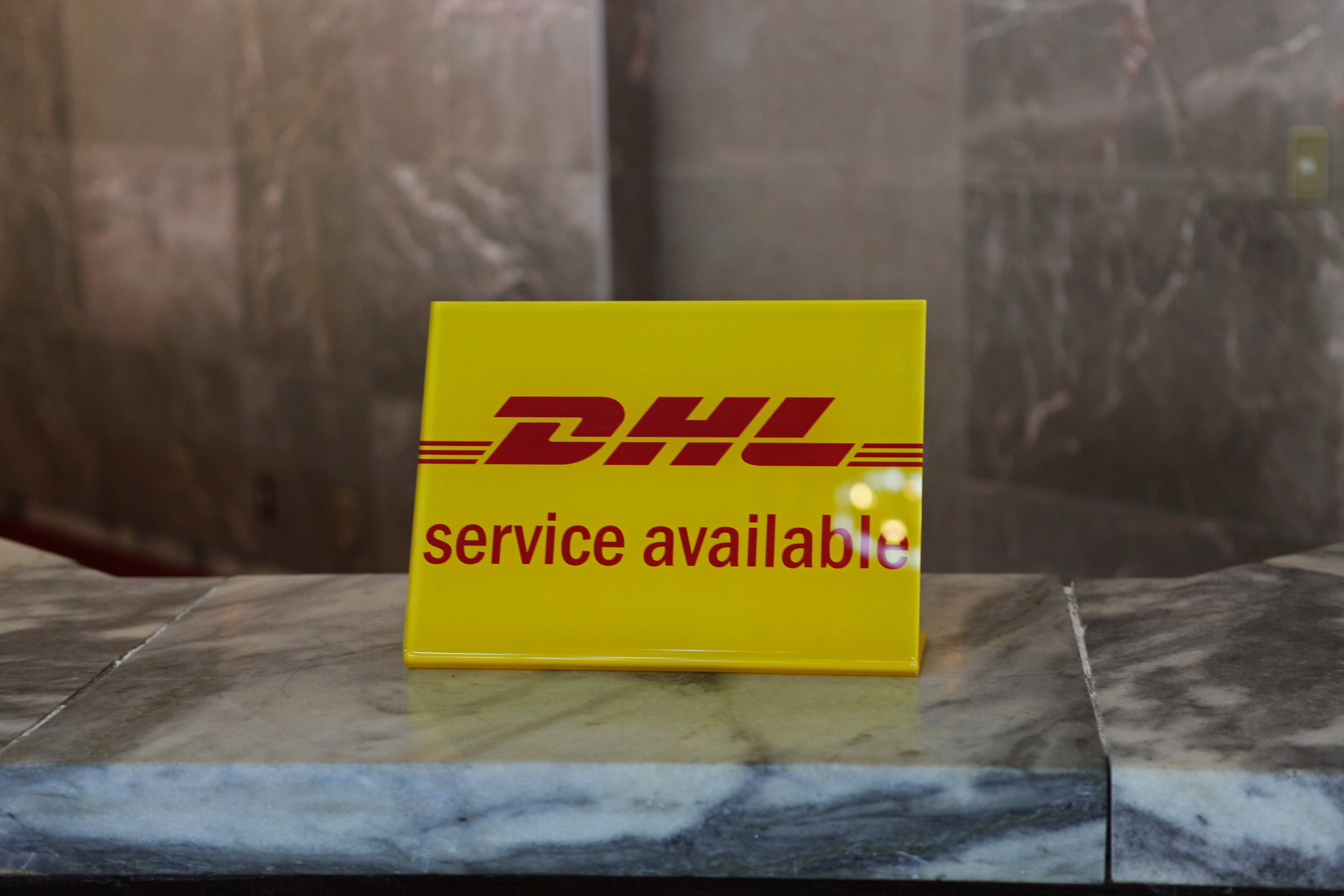
DHL 서비스도 취급
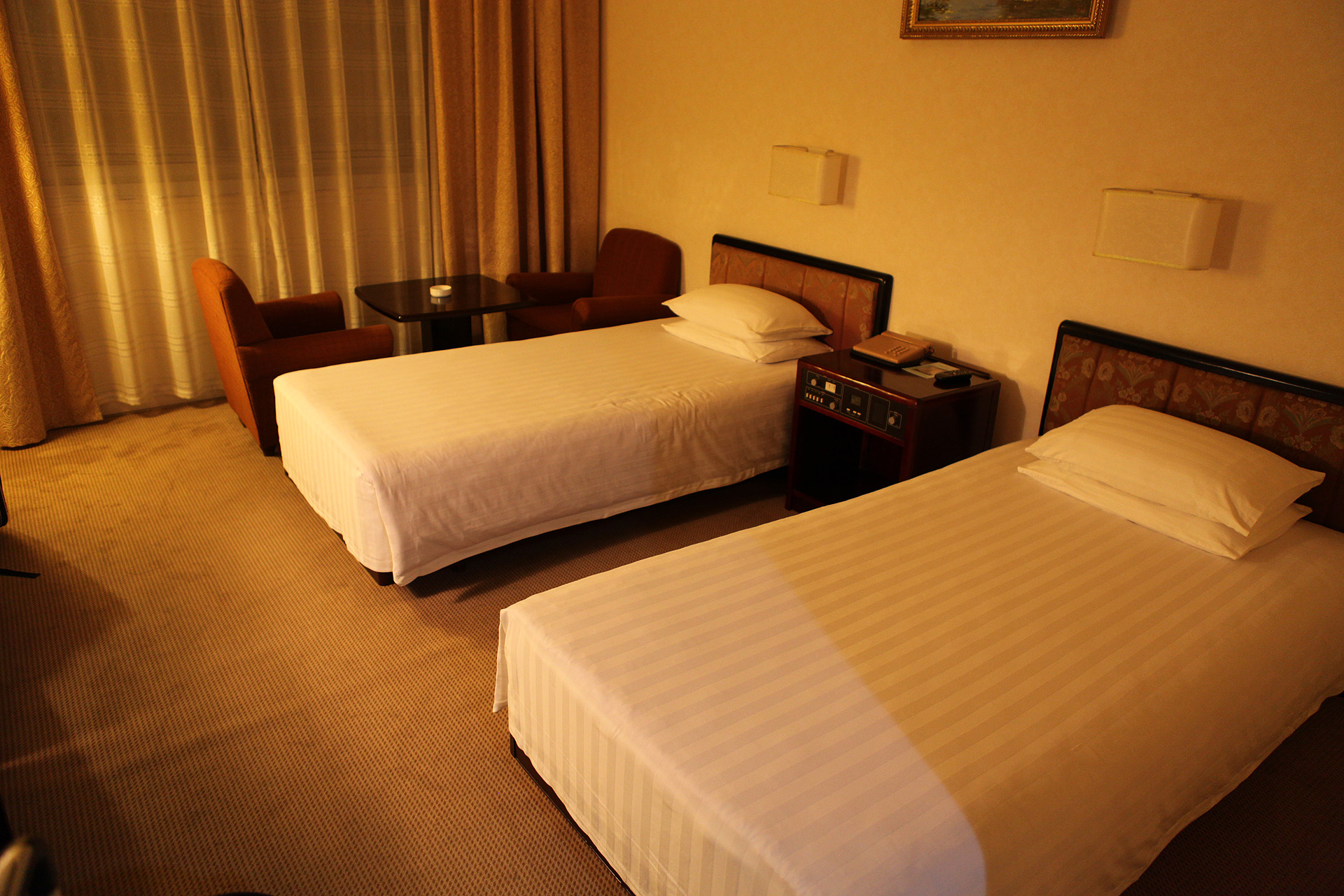
객실
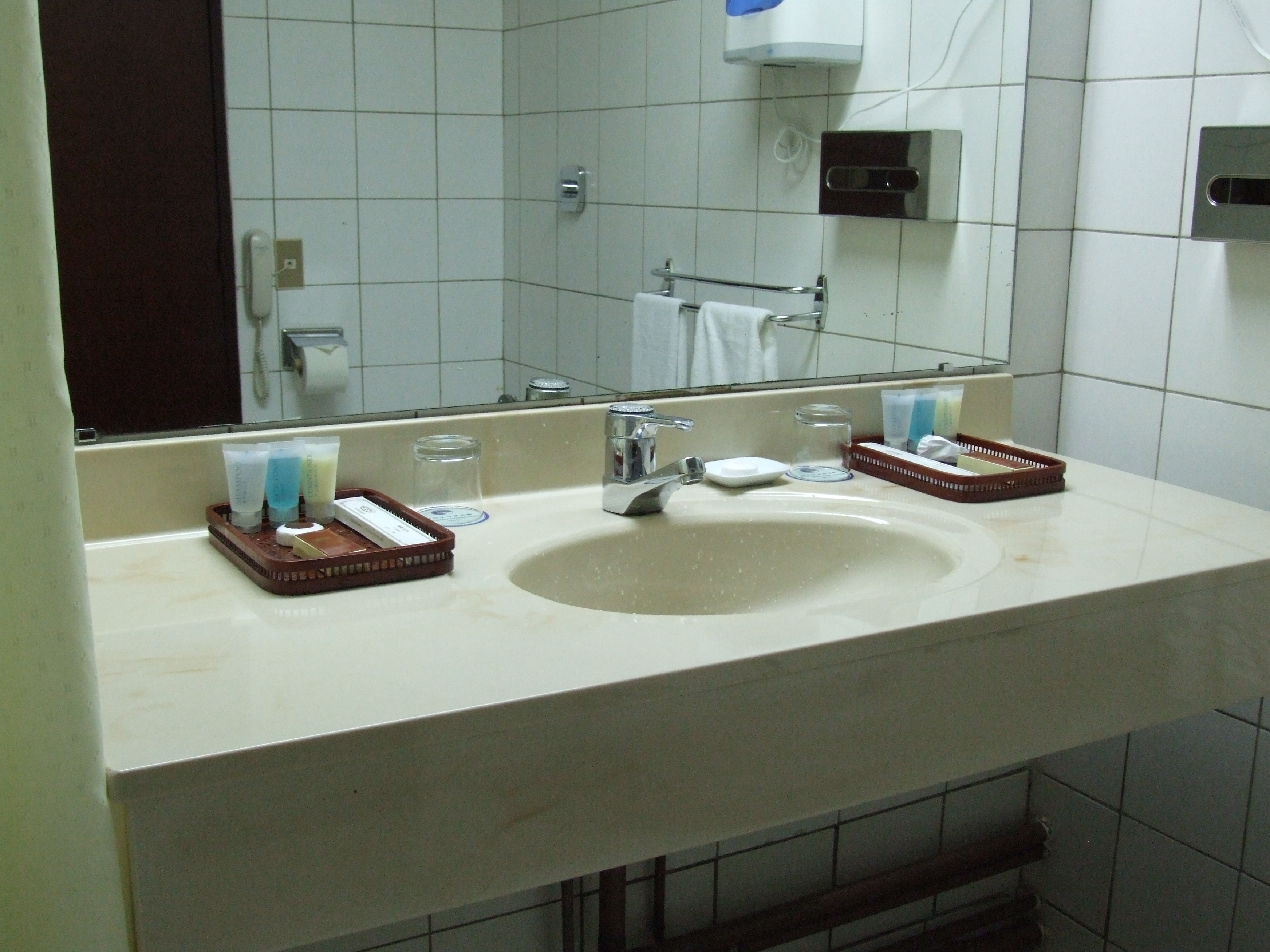
욕실
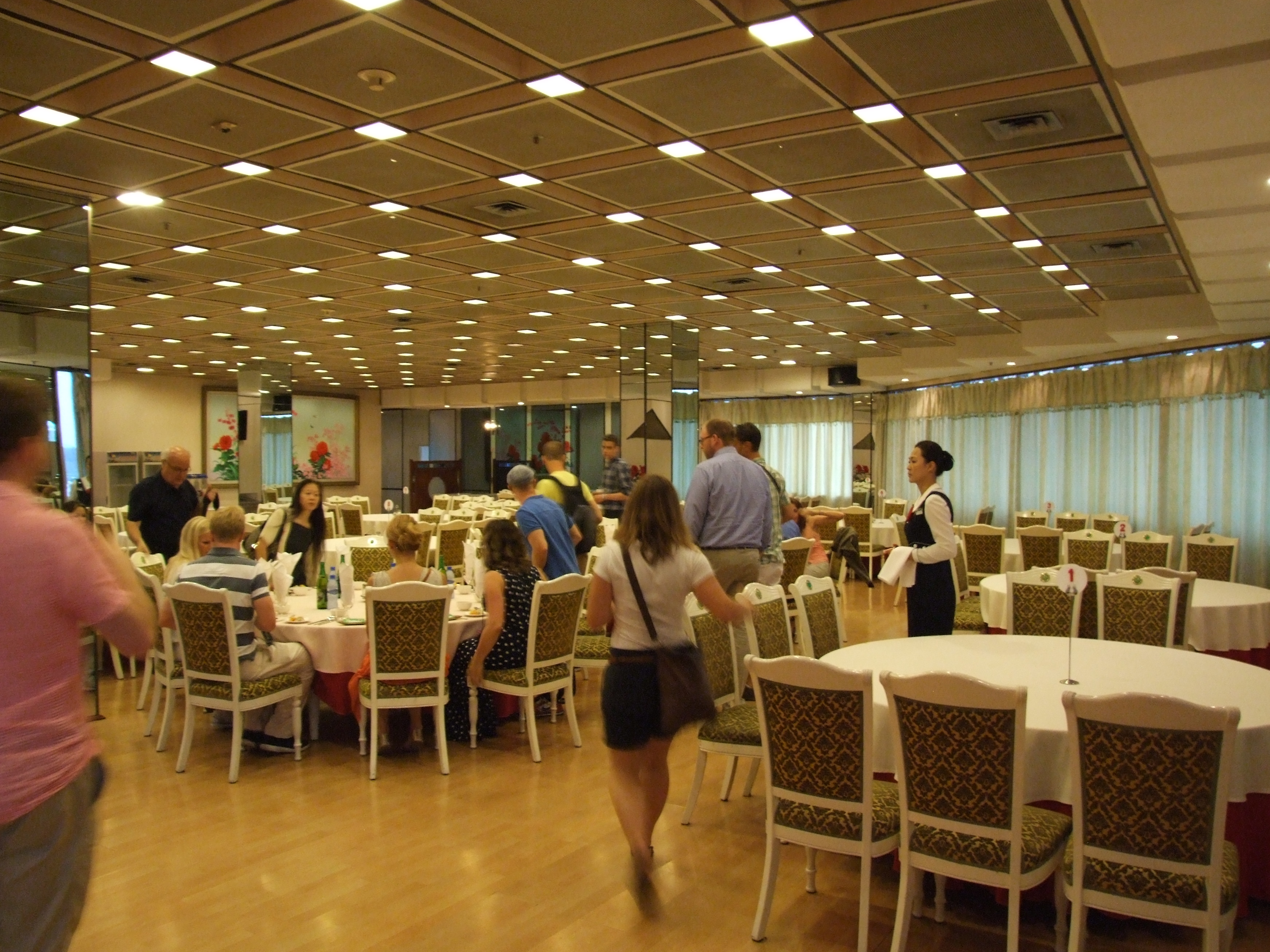
식당
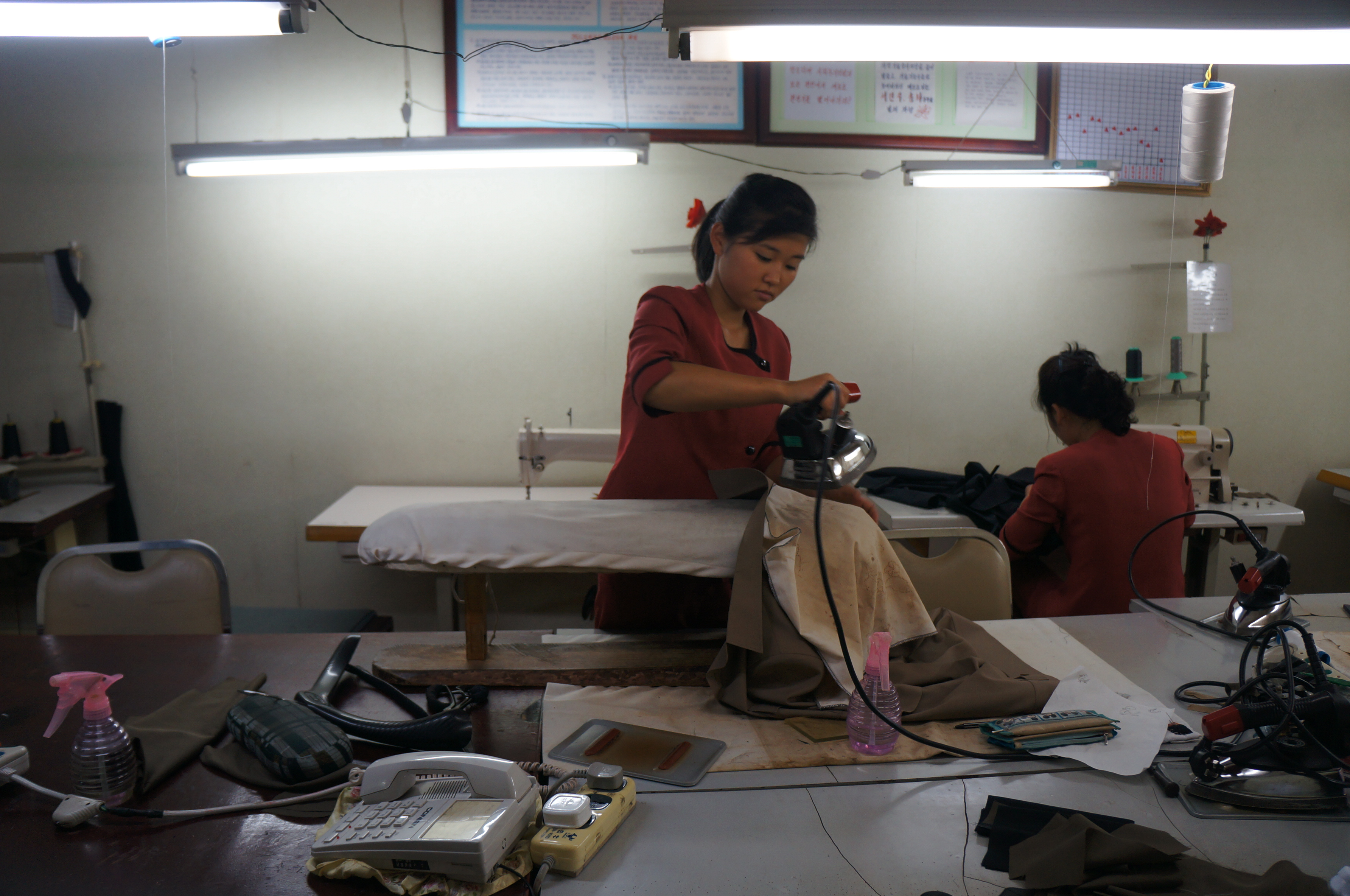
재단사
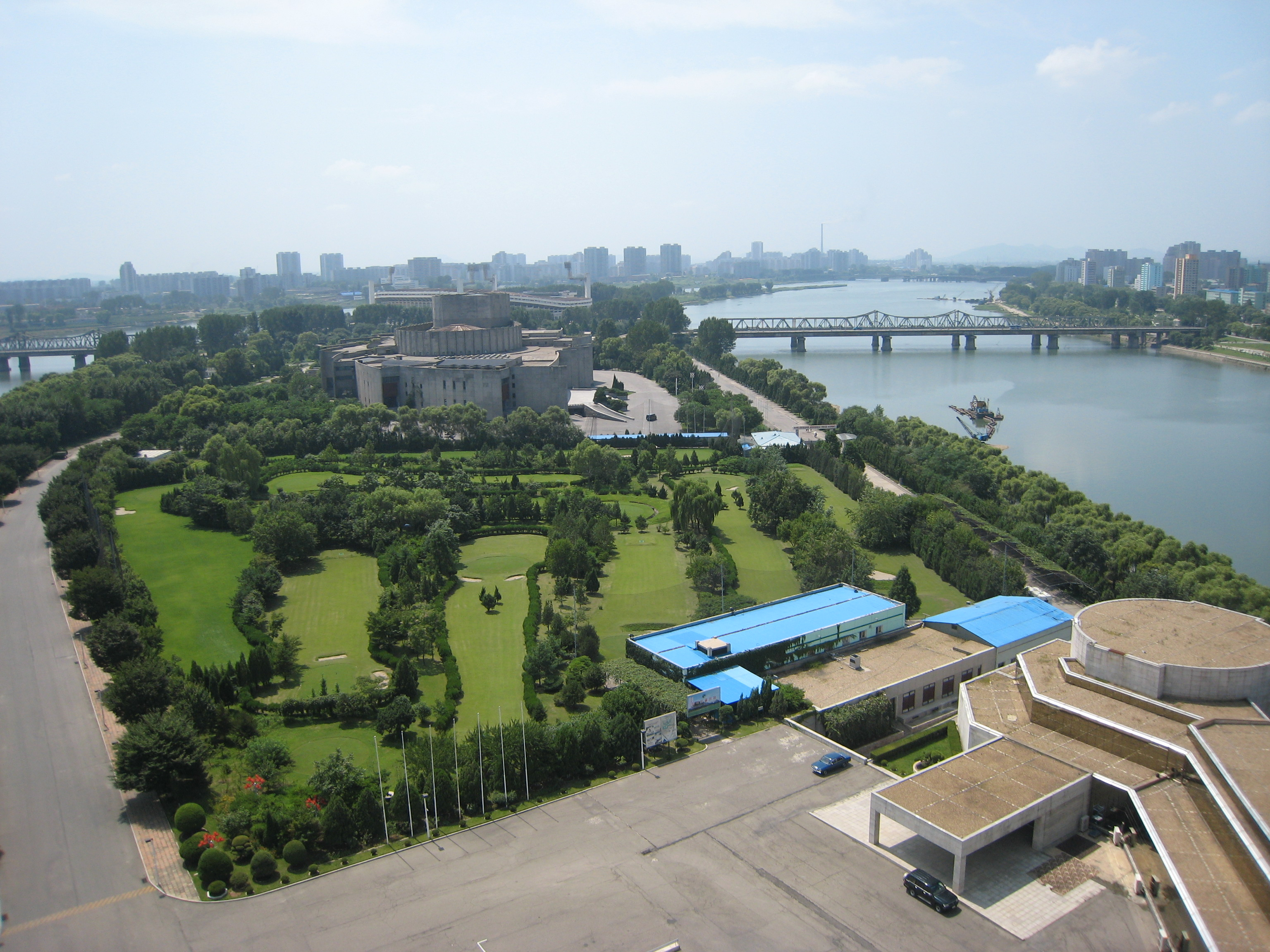
상공에서 내려다 본 전망
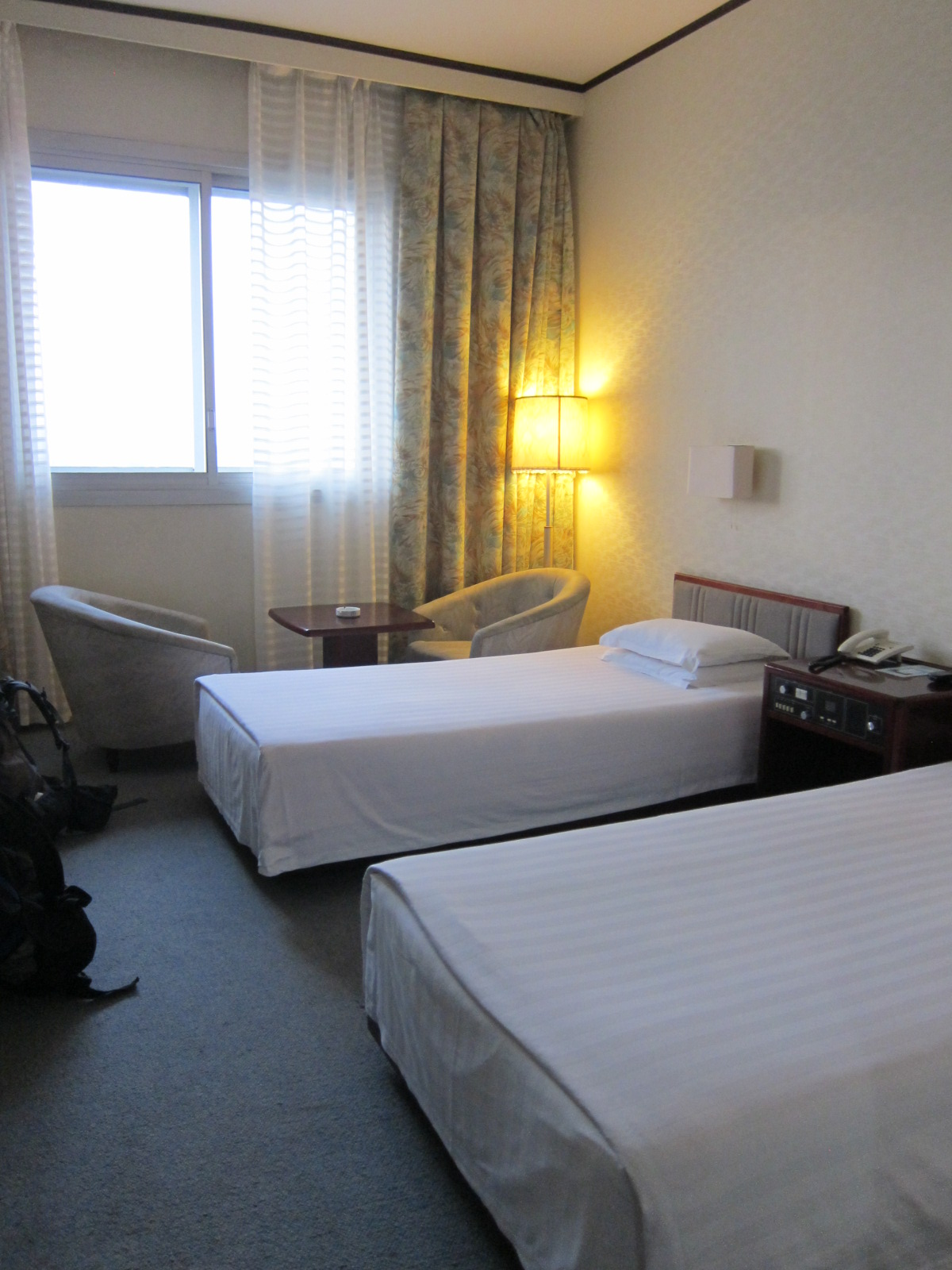
표준 크기의 트윈 룸

#### 5층
투숙객용 엘리베이터에는 5층이 없다. 직원용 엘리베이터에는 5층이 있지만 5층에는 숙박객 감시 시설이 있으며 선전포스터가 있다.

### 내부 시설
다음은 양각도국제호텔의 내부 시설이다.
| 층수     | 시설                           |
| -------- | ------------------------------ |
| 47층     | 회전 전망식 레스토랑           |
| 46층     | 술집                           |
| 44~45층  | 승강기 기계실, 공조기 조종실   |
| 13~43층  | 객실                           |
| 8~12층   | 평양오락장숙소                 |
| 6~7층    | 종업원구역                     |
| 5층      | 숙박객 감시 시설               |
| 4층      | 종업원구역                     |
| 3층      | 면담실, 양복점                 |
| 2층      | 연회장, 식당, 카지노           |
| 1층      | 로비                           |
| 지하 1층 | 탁구장, 볼링장, 당구장, 수영장 |

## 이용 경험이 있는 주요 유명인
- 안토니오 이노키 (일본의 프로레슬러·정치가)[3]
- 스즈키 구니오 (일본 작가)[4]
- 데위 수카르노 (인도네시아 초대 대통령 수카르노 제3부인)[4]
- 노오노 지에코 (일본의 정치가)[4]
- 일본 축구 국가대표팀
- 니시무라 히로유키 (5채널 창설자)
- 오토 웜비어

## 사건
- 2016년 1월 1일 - 양각도국제호텔을 방문한 미국 대학생 오토 웜비어가 호텔에 설치되어 있던 정치선전물을 훔친 혐의로 체포되었다. 그는 같은해 3월 16일 노동교화 15년 형을 선고 받았으며[5] 17개월간 조선민주주의인민공화국에 억류되었다. 그는 2017년 6월 13일 심각한 뇌손상을 입은 상태로 고국으로 송환되어 곧 사망했고 이 모습은 미국인들의 분노를 유발했다.[6]

## 방송
- 2018년 9월 15일에 방영된 걸어서 세계속으로 572회 평양속으로에 나온다.

## 갤러리

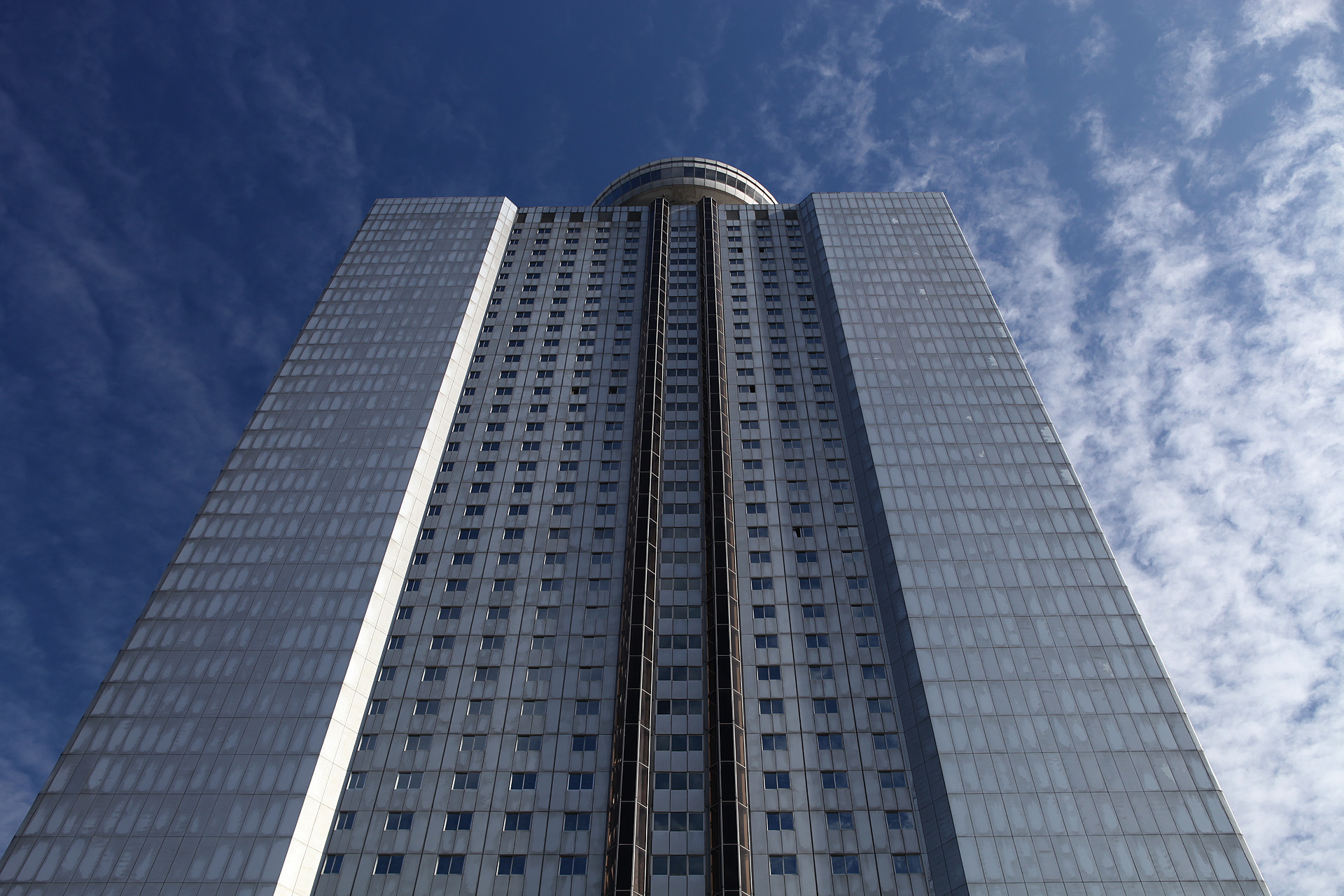
양각도국제호텔
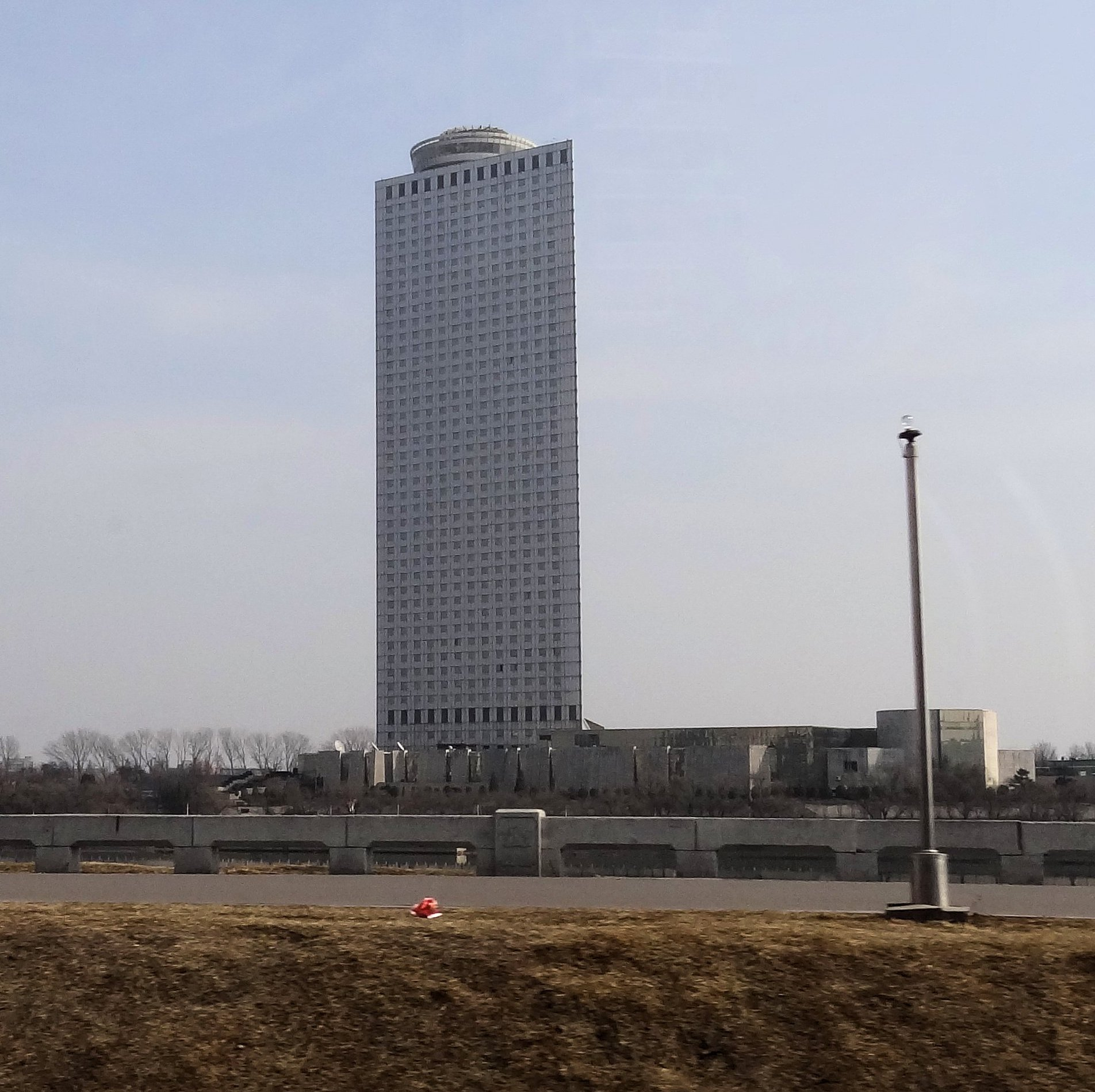
양각도국제호텔
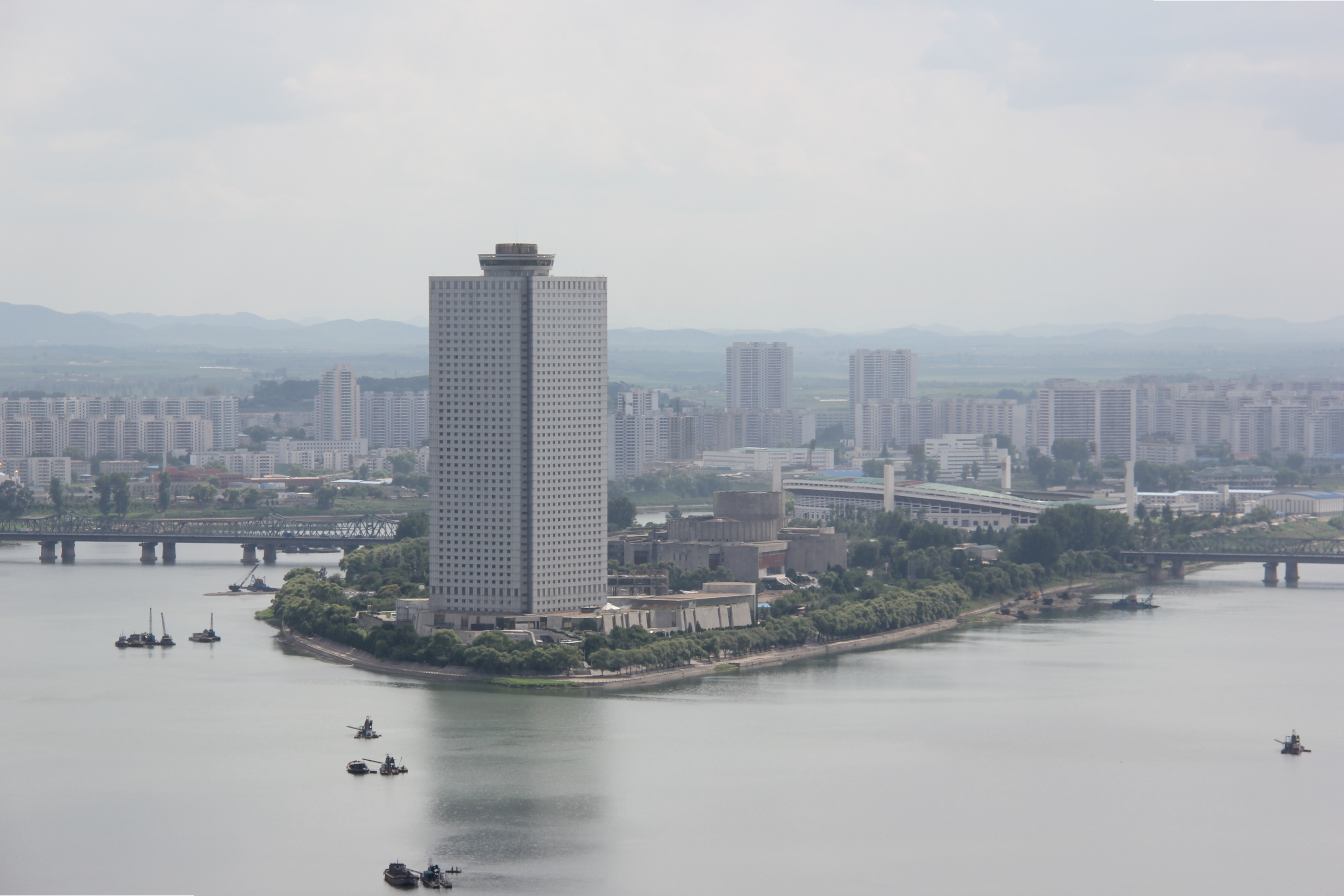
양각도의 끝에 위치한 양각도국제호텔
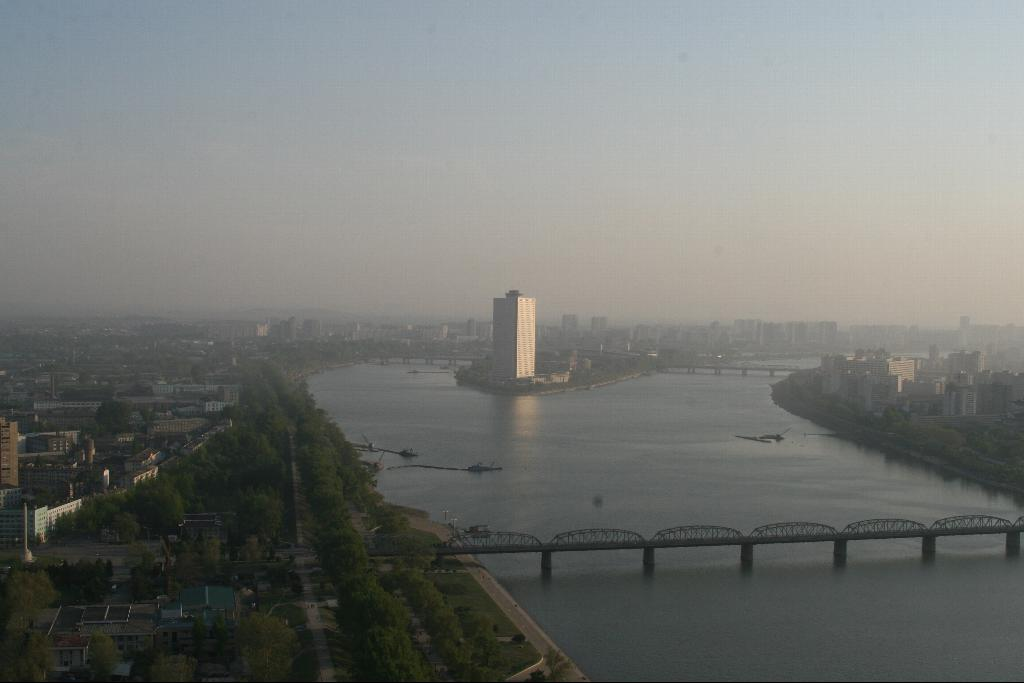
주체사상탑의 상단에서 본 호텔
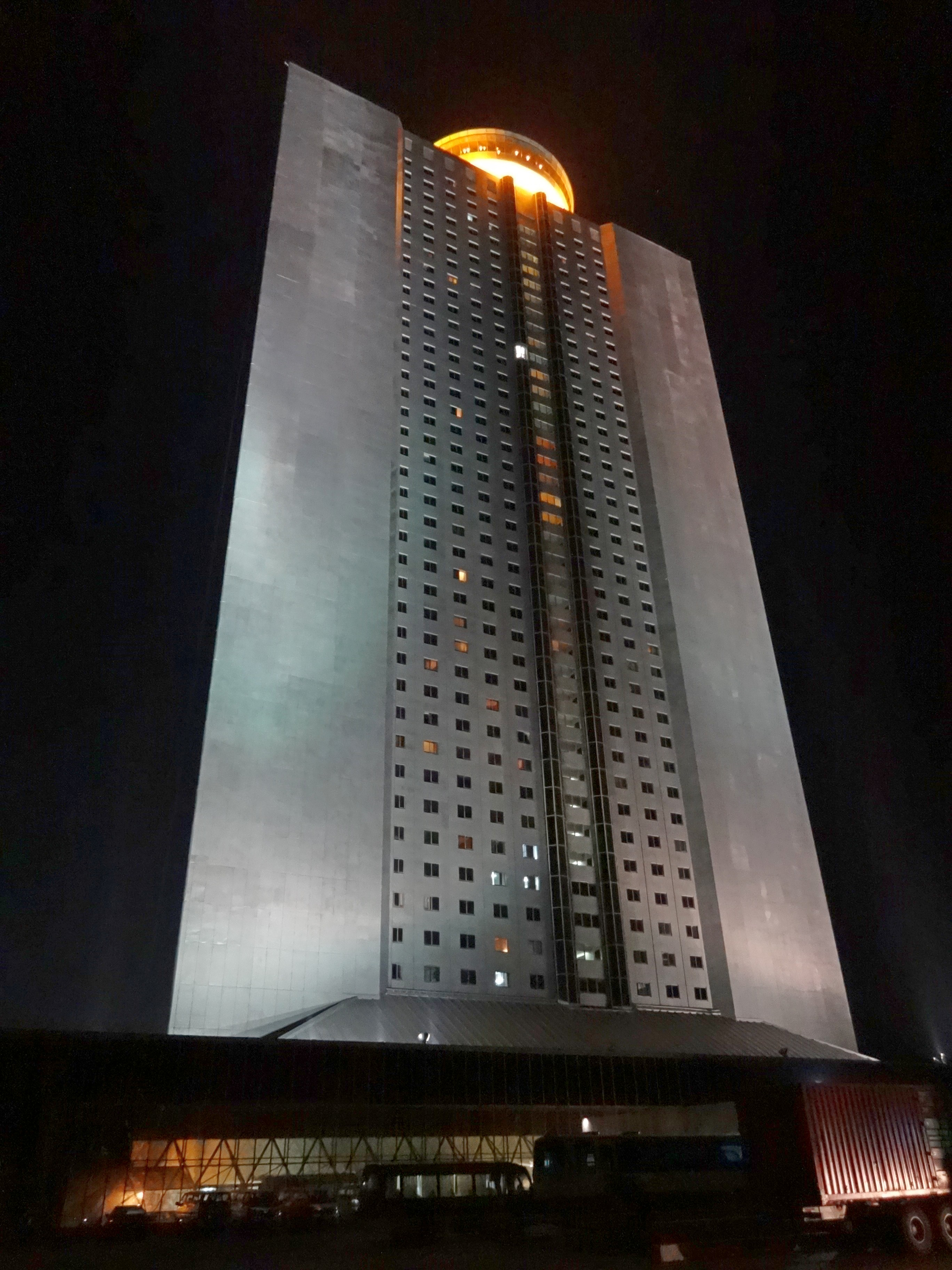
호텔의 앞면 & 라이트 업
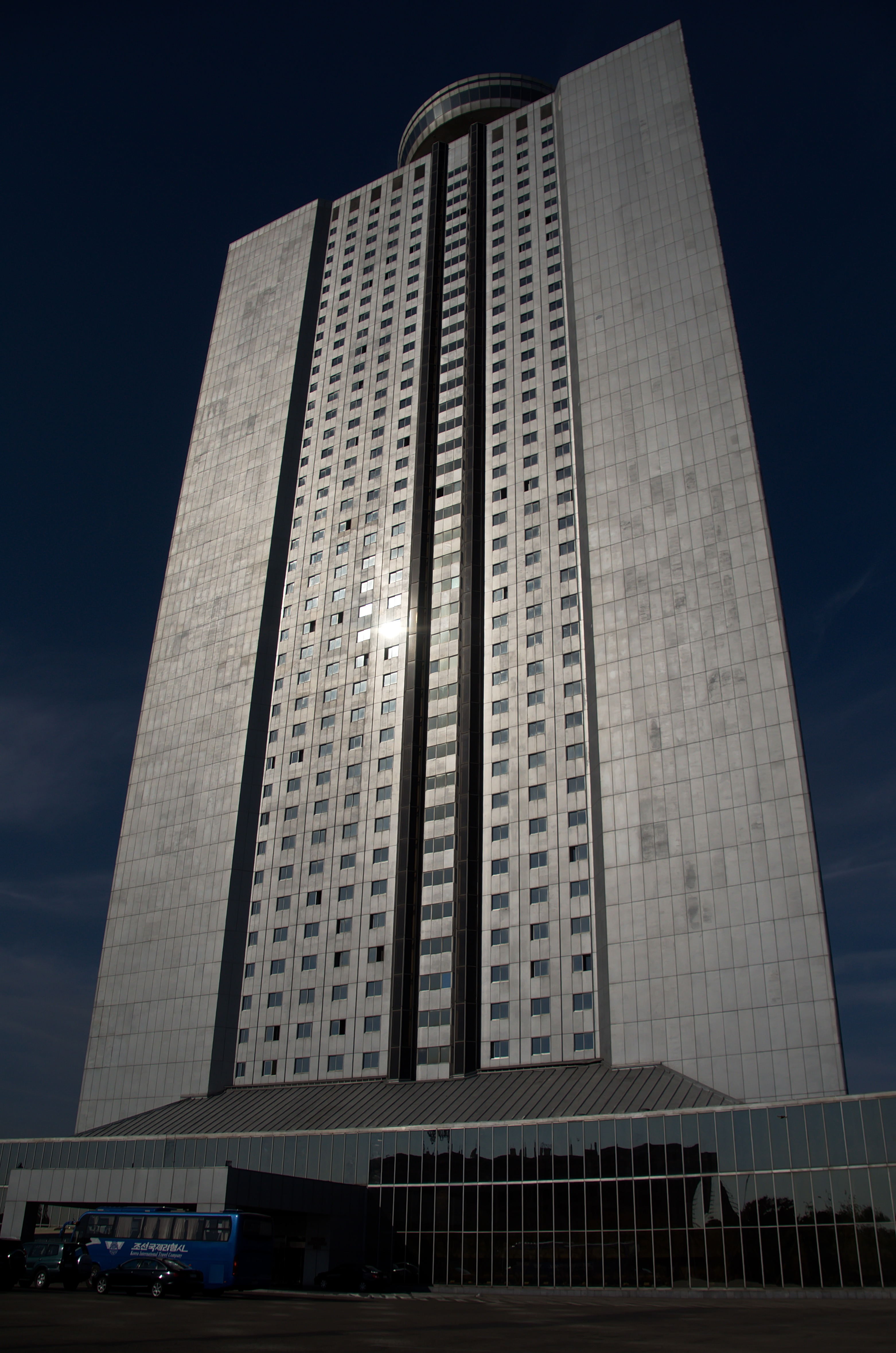
2015년 10월 5일
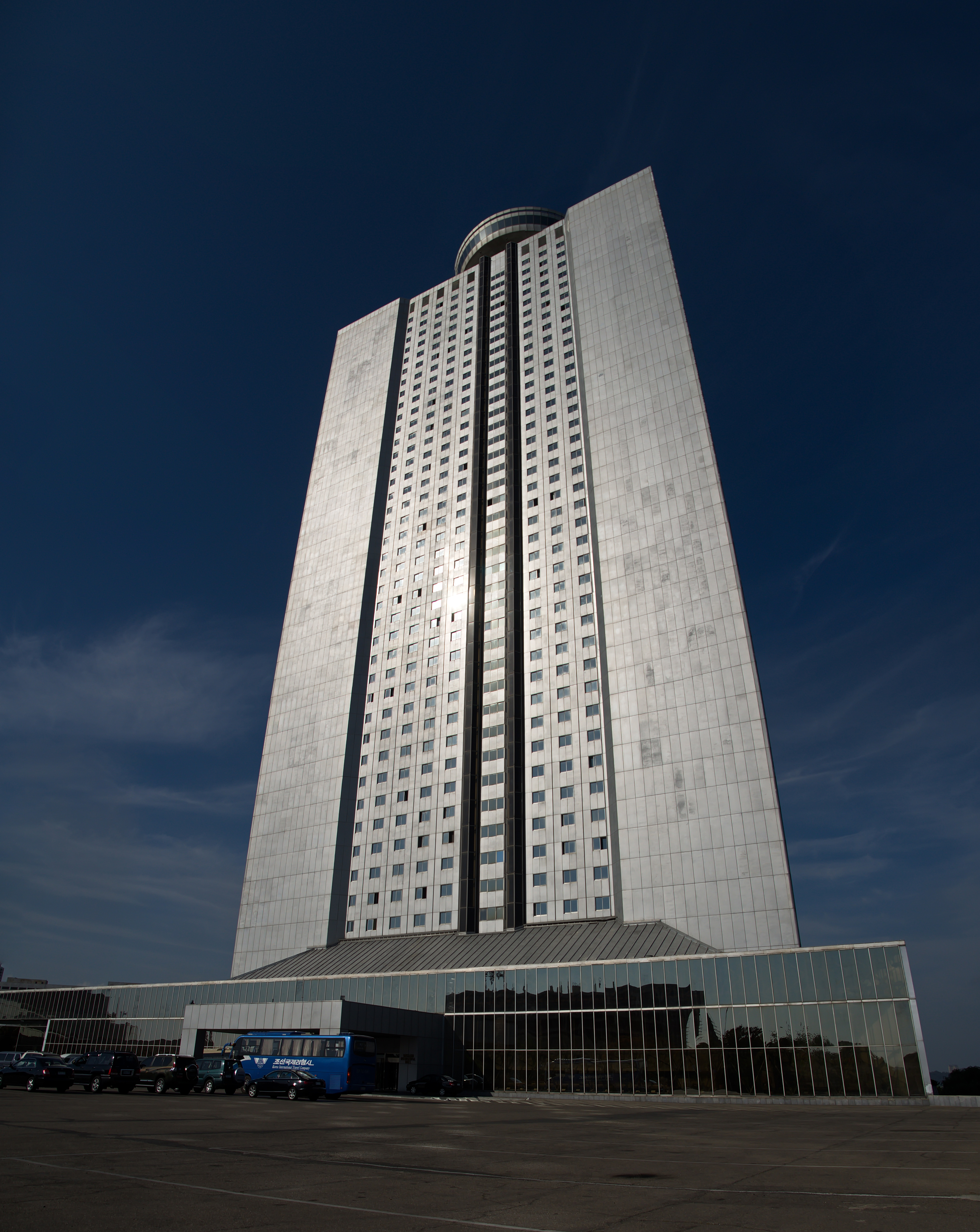
2015년 10월 5일
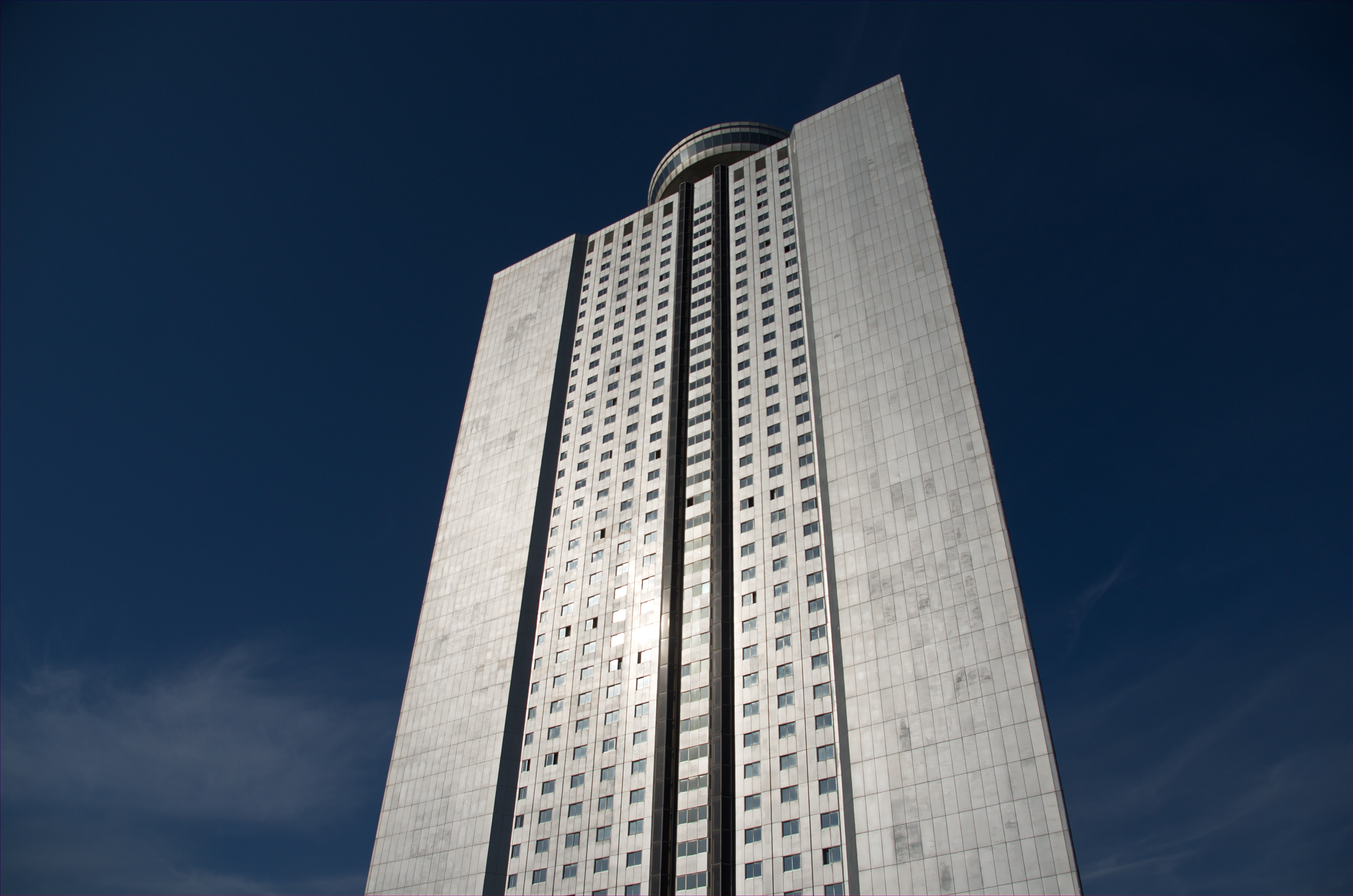
2015년 10월 5일
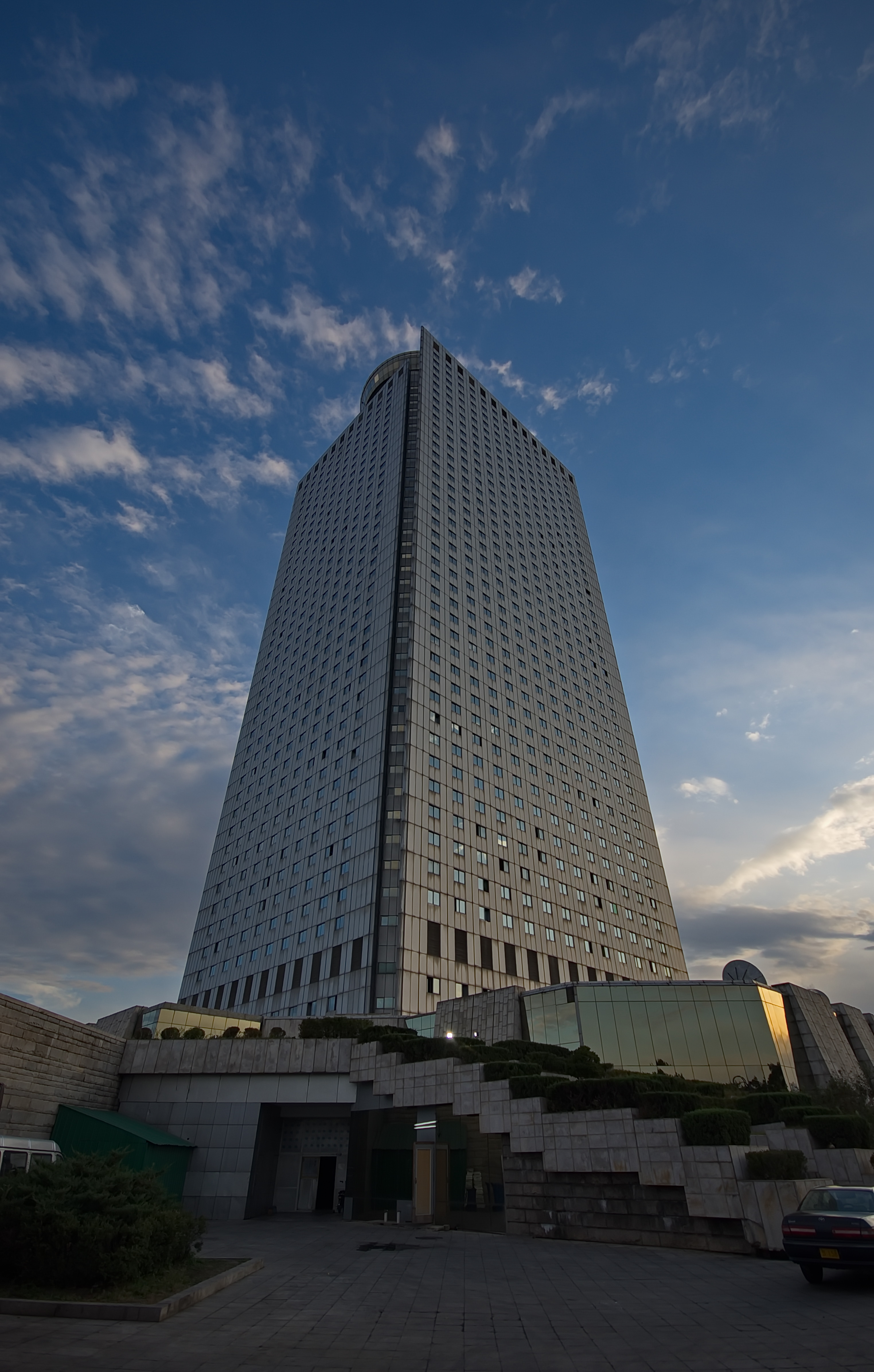
2015년 10월 9일
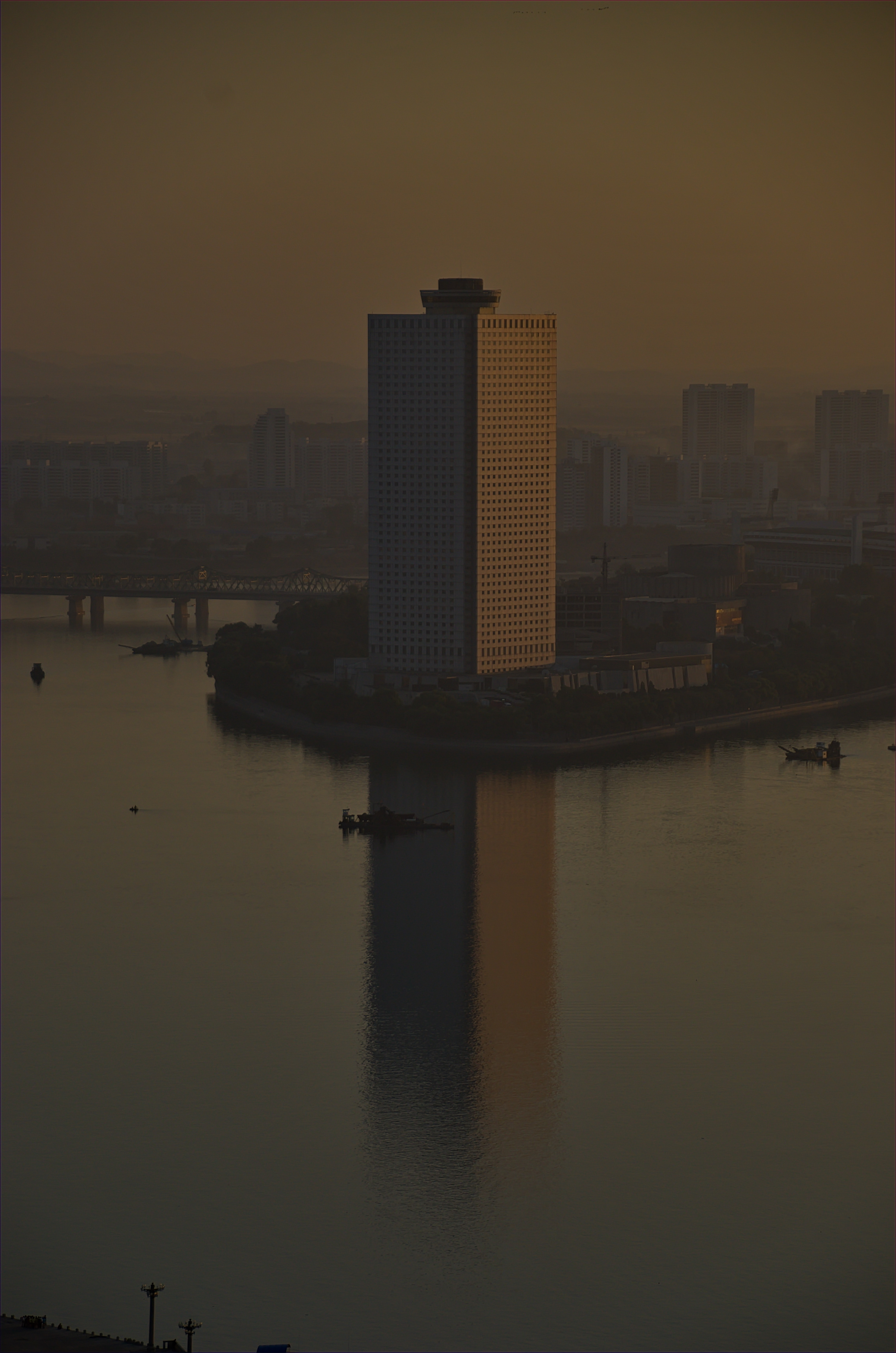
2015년 10월 14일
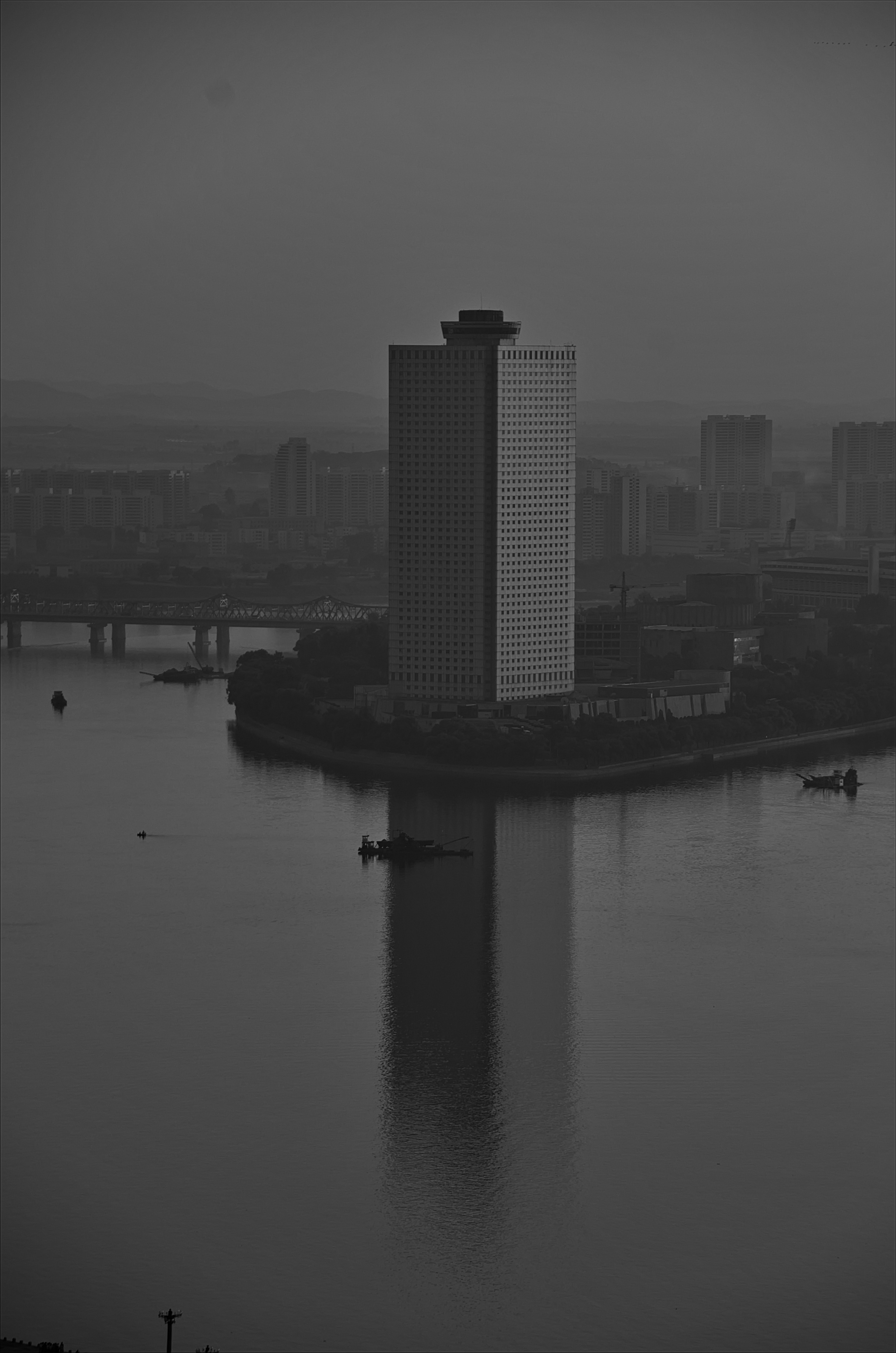
2015년 10월 14일
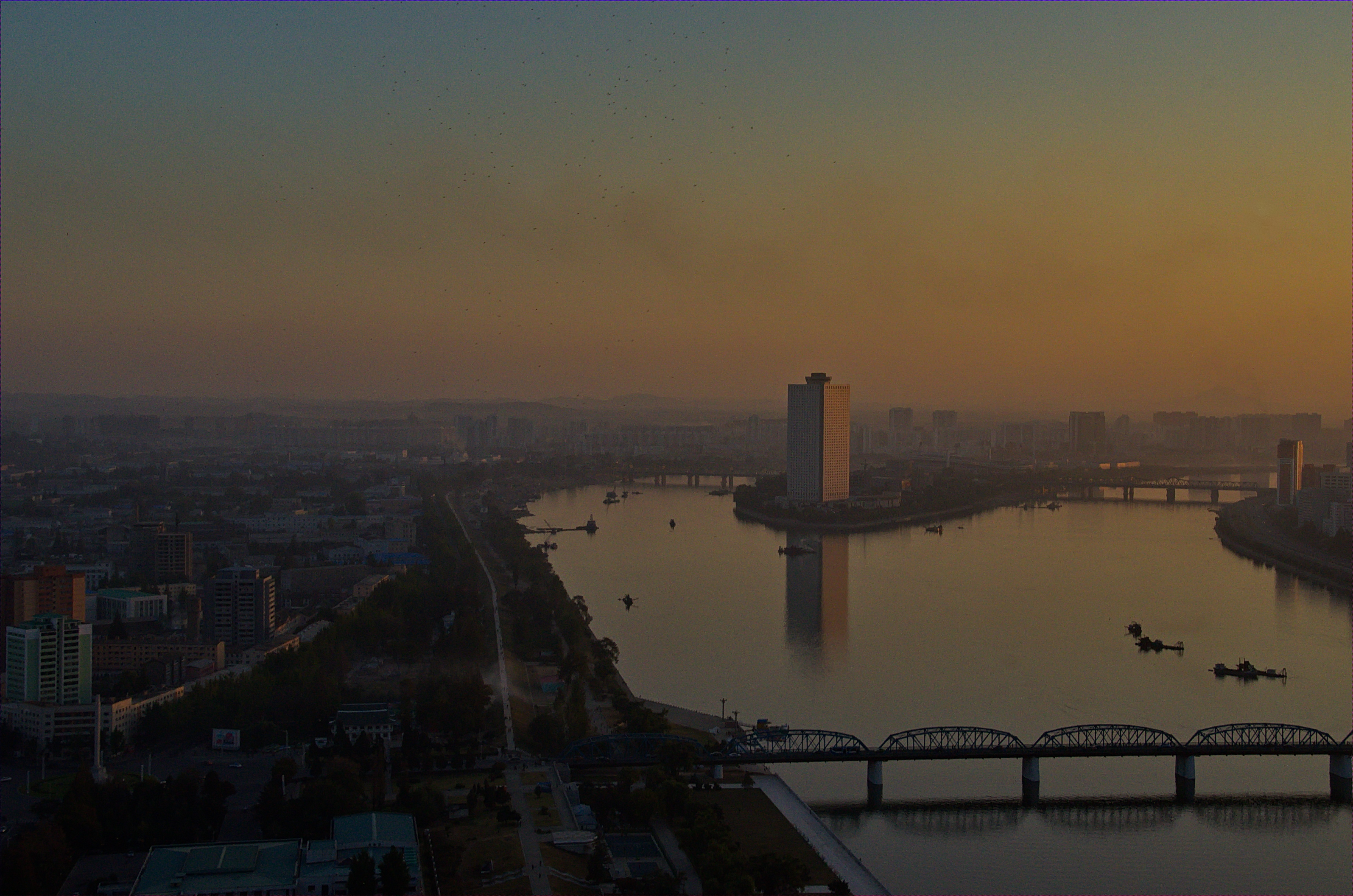
2015년 10월 14일

## 같이 보기
- 조선민주주의인민공화국의 마천루 목록
- 평양시의 마천루 목록
- 고려호텔
- 류경호텔